# Palazzo del Principe Elettore (Bonn)
Il Palazzo del Principe Elettore (in tedesco: Kurfürstliches Palais) è stato la residenza del principe-arcivescovo dell'Elettorato di Colonia dal 1597 al 1794. Sorge nel centro della città di Bonn, in Germania.
Inestricabilmente legato all'edificio è l'Hofgarten, "Giardino di Corte", grande parco situato a sud del castello. 
Oggi l'edificio ospita la Rheinische Friedrich-Wilhelms-Universität, l'Università di Bonn.

## Storia e descrizione

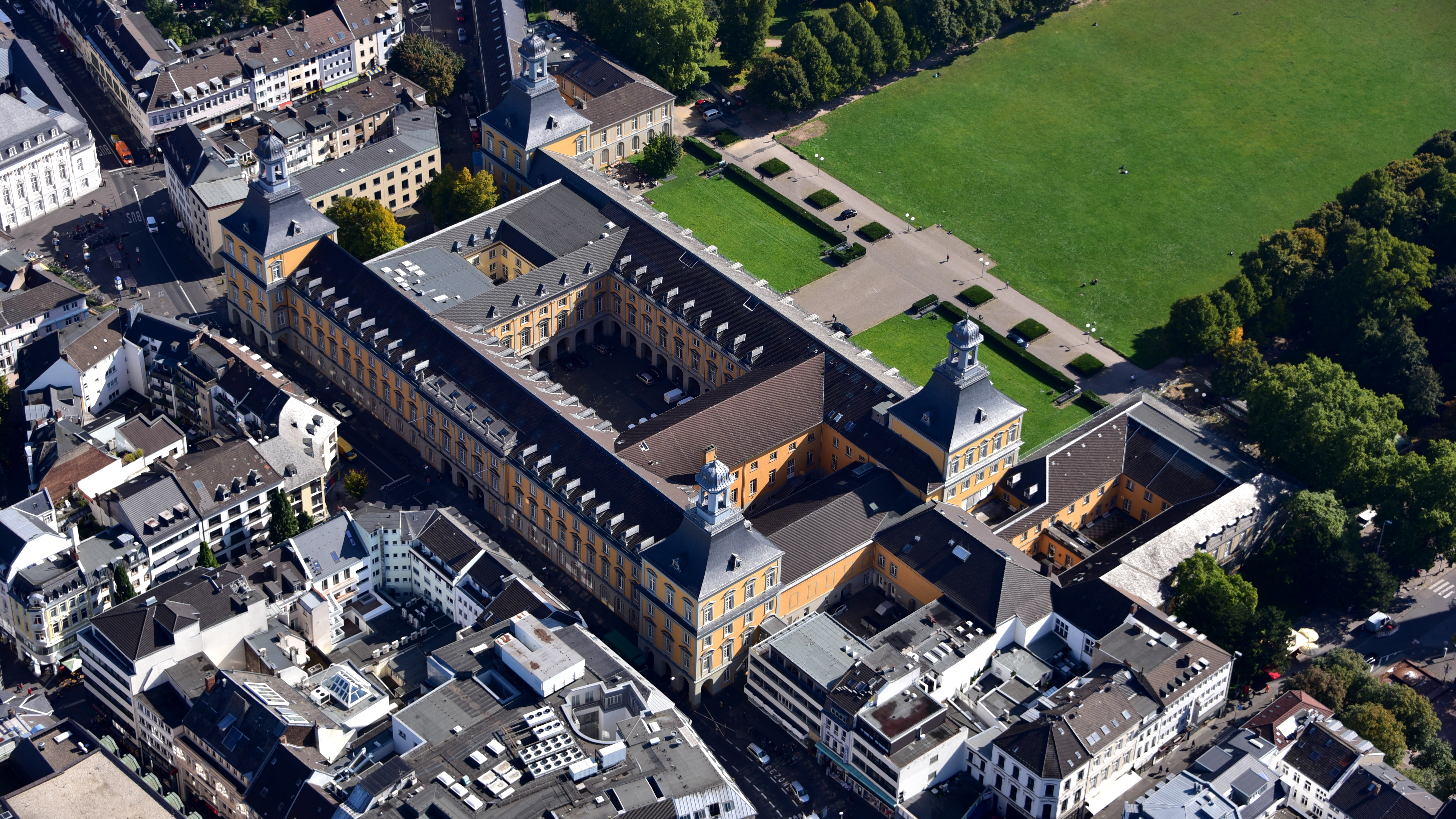
Veduta aerea del complesso

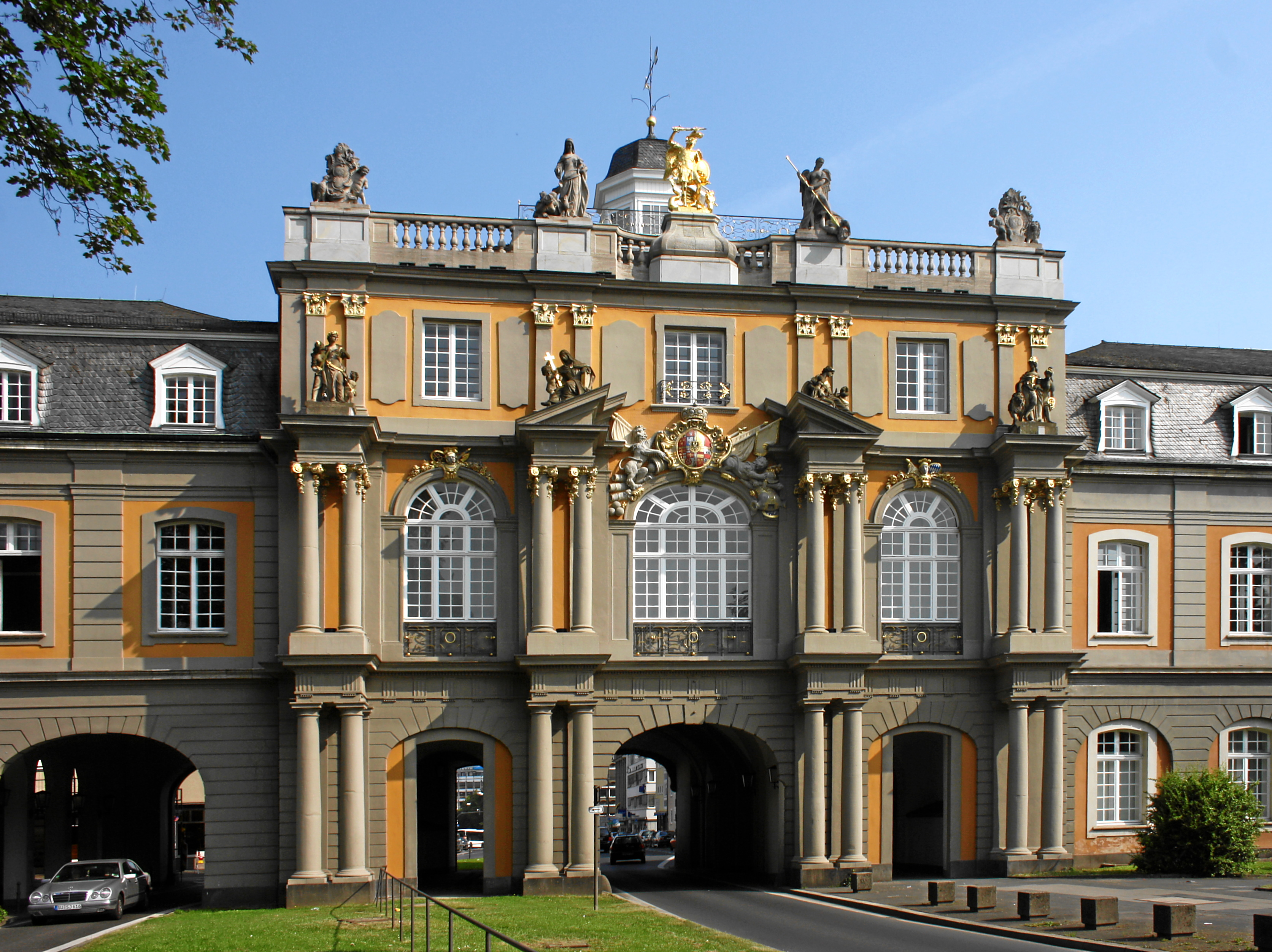
La Porta di Coblenza

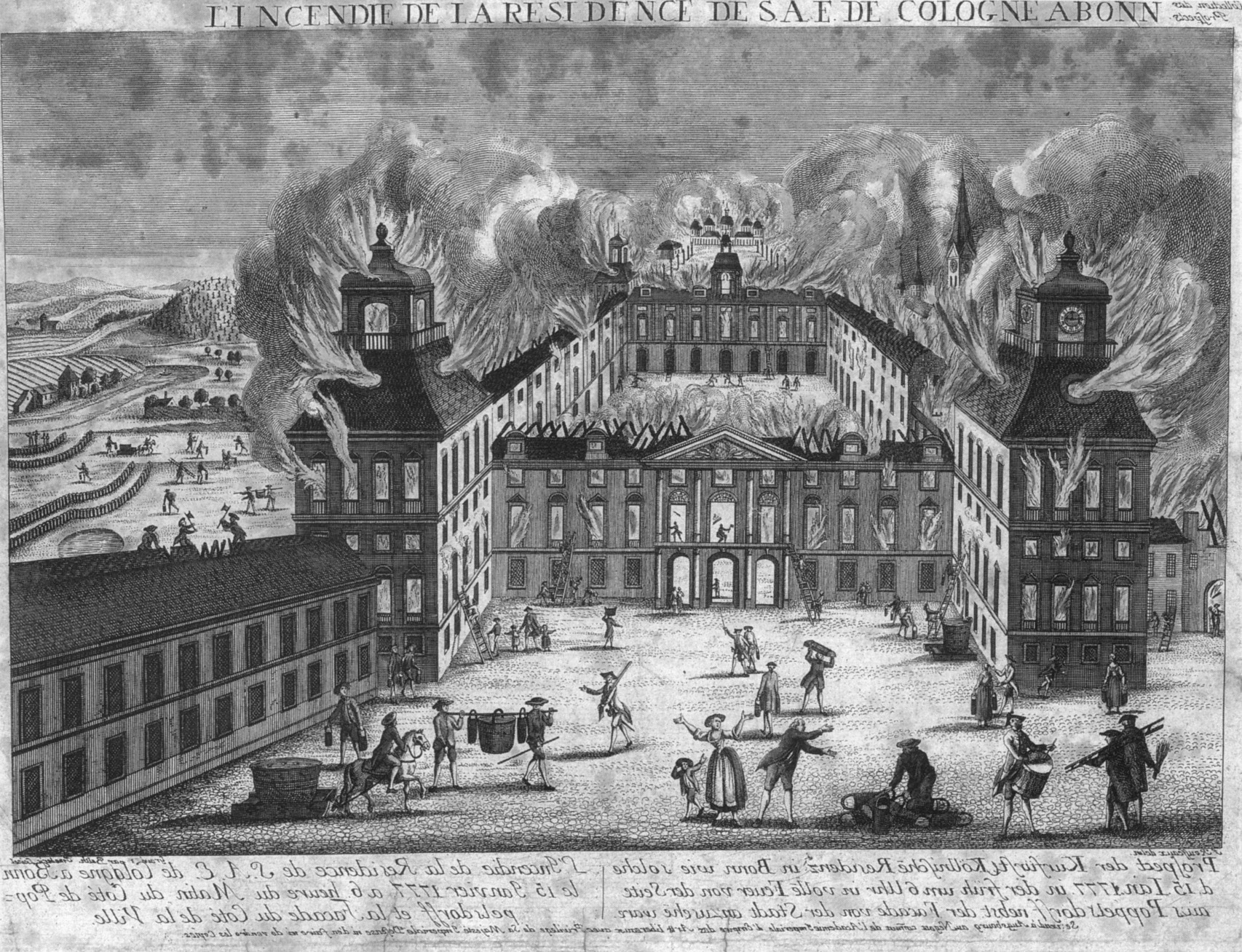
Stampa dell'incendio del 1777

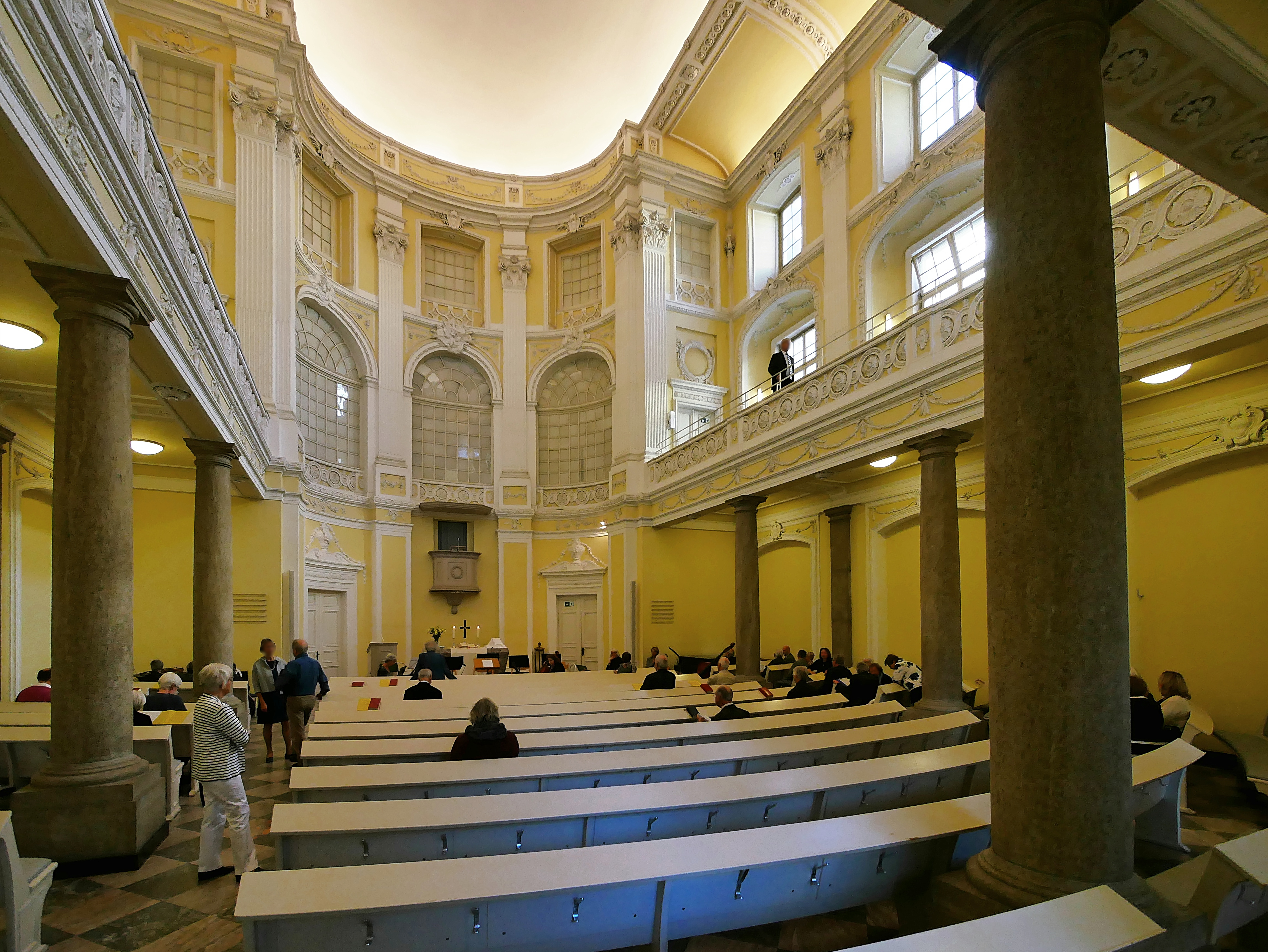
La Chiesa di Corte

### Origini
Sul sito sorgeva un precedente edificio fatto costruire fra il 1567 e il 1577 dal principe-vescovo Salentin von Isenburg-Grenzau, addossato nella parte meridionale alle mura cittadine. La costruzione venne distrutta nel 1689 dai cannoni delle truppe alleate del principe-vescovo Giuseppe Clemente di Baviera quando riconquistò la città.

### La residenza barocca
Nel 1697 l'elettore incaricò l'architetto di corte di Monaco di Baviera, Enrico Zuccalli, di ricostruire il palazzo. Zuccalli progettò un complesso a quattro ali intorno a un cortile centrale porticato, con quattro torri angolari. Direttore del cantiere era Antonio Riva. L'edificio presenta un alzato di tre piani con ingresso principale sulla centrale via Am Hof. Ispirato all'Escorial di Madrid, risultò assai austero. 
Nel 1700 venne aggiunta la lunga ala ovest, o della Galleria, con una chiesa di corte. Al suo posto è oggi l'auditorium dell'università.
Tra il 1715 e il 1723 l'architetto francese Robert de Cotte (1656-1735) continuò i lavori e aprì questo rigido edificio verso sud facendovi costruire un giardino alla francese. Nel 1744 venne posta, al centro di questa ala, sopra l'ingresso meridionale, la statua dorata della Madonna Regina Pacis, santo patrono dell'università, opera dello scultore Wilhelm Rottermondt.
Il principe-elettore Clemente Augusto di Baviera commissionò un'apertura nell'ala della galleria che permettesse il sottopassaggio alla strada verso Coblenza. Cosi fra il 1751 e il 1755 venne aperta la Koblenzer Tor, "Porta di Coblenza", ad opera dell'architetto parigino Michel Leveilly e su progetto François de Cuvilliés il Vecchio, già attivo alla corte dell'elettore per interventi nei castelli di Poppelsdorf e Brühl.
La porta barocca a tre piani, spicca nettamente dall'edificio principale, creando un bel contrasto fra l'austerità di quest'ultimo e la sua plasticità rococò. La Porta di Coblenza era anche chiamata Porta di San Michele, in quanto nella grande sala del piano intermedio vi si tenevano le sedute dell'Ordine di San Michele.

### Incendio e restauri
Il 15 gennaio 1777, il castello bruciò. L'incendio, scoppiato nell'ala ovest nelle prime ore del mattino, si diffuse nel sottotetto e fece esplodere la polveriera. Le operazioni di soccorso durarono tutta la giornata e anche la città rischiava di prendere fuoco. Molte persone perirono. 
Tuttavia, dopo l'incendio, la ricostruzione non è stata avviata immediatamente. Solo l'ala del giardino venne restaurata e in forma semplificata. Anche la chiesa di corte andò distrutta, sostituita nel 1779 da una chiesa più piccola costruita dall'architetto Johann Heinrich Roth nella torre sudorientale, dove è ancora oggi. Con l'invasione delle truppe rivoluzionarie francesi nel 1794 il palazzo perse la sua funzione di residenza elettorale.
Nel 1818, il re prussiano Guglielmo I di Germania donò il complesso alla neonata Università Friedrich Wilhelm, che ancora la utilizza come edificio principale. Nella seconda metà degli anni '20, sulla base dei piani originali di Zuccalli e di de Cottes, le parti del palazzo distrutte dal fuoco vennero finalmente restaurate, e si costruì per la prima volta la quarta torre d'angolo. 
Tuttavia nell'ottobre del 1944, l'edificio fu nuovamente distrutto da un bombardamento; fu ricostruito dopo la seconda guerra mondiale e il cui cantiere durò fino al 1951.

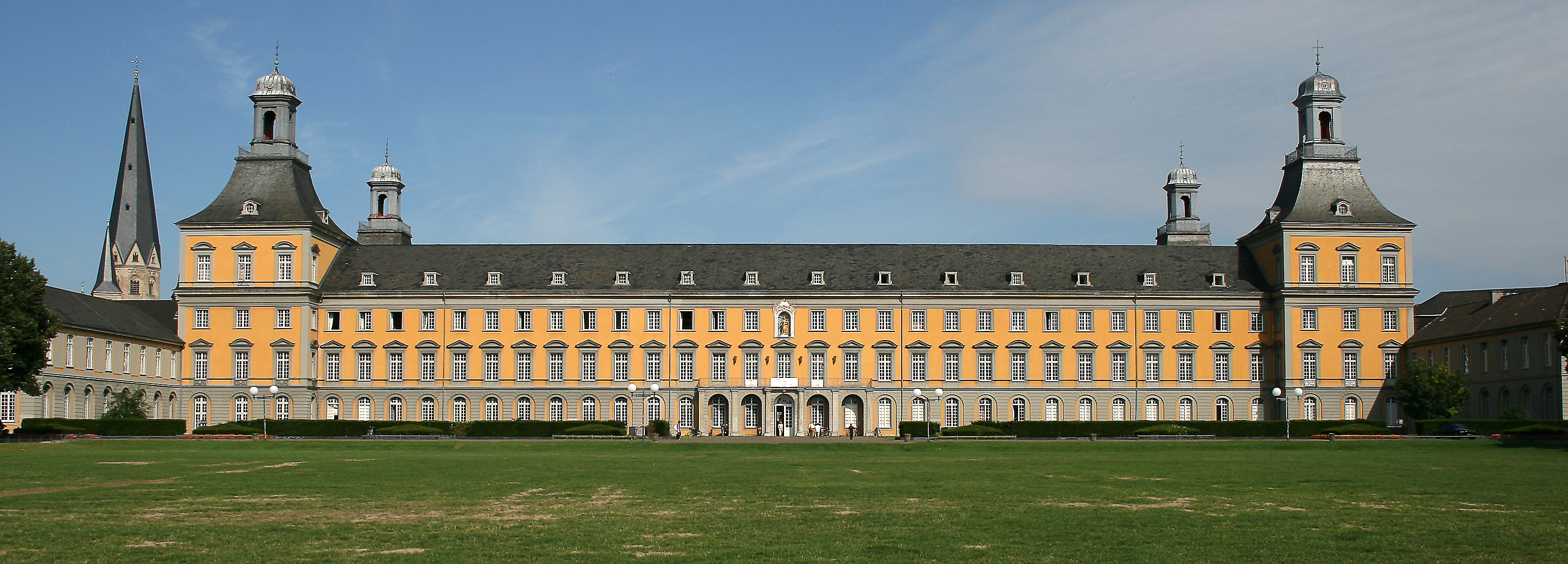
La facciata sullHofgarten